# Référendums en Roumanie
La possibilité de référendums en Roumanie est prévue par la constitution de 1991. Peuvent ainsi être mis en œuvre au niveau national des référendums constitutionnels, des référendums révocatoires à l'encontre du président, ou des référendums sur des questions d'intérêt national. Des référendums peuvent également être organisés au niveau local dans les différents départements et communes du pays.

## Souveraineté populaire
L'article 2 de la constitution stipule que : « La souveraineté nationale appartient au peuple roumain, qui l'exerce par ses organes représentatifs, constitués à voie d'élections libres, périodiques et correctes, ainsi que par référendum. »
L'article 90 précise quant à lui que : « Le Président de la Roumanie, après avoir consulté le Parlement, peut demander au peuple d'exprimer, par référendum, sa volonté au sujet des problèmes d'intérêt national. »
Plusieurs articles de la constitution ainsi que les articles 1 et 5 de la loi électorale no 3 du 22 février 2000, amendée en 2013 organisent les modalités des différents types de référendums possibles.

## Référendum constitutionnel
Les articles 150 à 152 du titre VII de la constitution détaillent les conditions de sa révision.
Un référendum constitutionnel peut ainsi être engagé à l'initiative du Président, sur proposition du Gouvernement, d'un quart au moins du nombre des députés ou des sénateurs, ainsi que sur celle d'au moins 500 000 citoyens ayant le droit de vote. 
Dans ce dernier cas, un minimum de 20 000 signatures doivent provenir d'au moins chacun de la moitié des départements ou de la capitale Bucarest.
Le projet de référendum constitutionnel doit ensuite être voté par une majorité des deux tiers dans chacune des deux chambres du parlement roumain ou, à défaut, par une majorité d'au moins trois quarts du total des députés et des sénateurs. Le scrutin a lieu dans les trente jours à partir du vote parlementaire.
Enfin, l'article 152 interdit toute révision portant sur « le caractère national, indépendant, unitaire et indivisible de l’État roumain, la forme républicaine de gouvernement, l'intégrité du territoire, l'indépendance de la justice, le pluralisme politique et la langue officielle », ainsi que sur « la suppression des droits fondamentaux et des libertés fondamentales des citoyens, ou de leurs garanties ». La révision est également impossible en période d'état de siège, d'état d'urgence ou en temps de guerre.

## Référendum révocatoire
L'article 95 de la constitution établit les modalités de suspension du président de la Roumanie, qui nécessite obligatoirement la tenue d'un référendum révocatoire. Deux scrutins de cette nature ont eu lieu en 2007 et en 2012 à l'encontre du président Traian Băsescu, et ont échoué dans les deux cas. 
En cas de « faits graves violant les dispositions de la Constitution », sur proposition d'un tiers des membres du parlement, le président est suspendu par un vote à la majorité absolue de la Chambre des députés et du Sénat réunis en séance commune, après consultation de la Cour constitutionnelle. En cas de vote favorable des parlementaires, le réferendum a lieu dans les trente jours suivants.

## Référendum d'intérêt national
Les articles 11 et 12 de la Loi no 3 du 22 février 2000 sur l'organisation et le déroulement des référendums détaille les modalités d'un tel scrutin sur des questions d'intérêt national.
Ces référendums ont lieu à l'initiative du président qui en fixe les questions posées ainsi que la date d'organisation, sous réserve d'un vote favorable à la majorité absolue de la Chambre des députés et du Sénat réunis en séance commune.
L'article 12 définit les sujets légalement valides :
- A. Adoption de mesures sur la réforme économique et la stratégie du pays
- B. Adoption de décisions politiques spéciales sur:

1. le régime général de la propriété publique et privée;
2. l'organisation de l'administration publique locale, du territoire et du régime général d'autonomie locale;
3. l'organisation générale de l'éducation;
4. la structure du système de défense nationale, l'organisation de l'armée, la participation des forces armées à certaines opérations internationales;
5. la conclusion, la signature ou la ratification d'actes internationaux à durée indéterminée ou de plus de dix ans;
6. l'intégration de la Roumanie dans les structures européennes et euro-atlantiques;
7. le régime général des dénominations.

## Référendum local
Les articles 13 et 14 de la Loi no 3 du 22 février 2000 sur l'organisation et le déroulement des référendums détaille les modalités d'organisation d'un référendum local, organisé sur proposition du maire ou du président de département, après un vote favorable de leurs assemblées délibérantes.
Les questions posées doivent présenter un intérêt particulier pour les unités administratives concernées. Ils peuvent se tenir à l'échelle d'une seule communes ou d'un département, ou dans plusieurs d'entre eux à la fois, de manière à consulter les entités directement concernées. Dans le cas d'un projet de loi modifiant les limites territoriales des communes, villes ou départements, la tenue d'un référendum local dans les collectivités concernées est obligatoire.

## Conditions générales
S'ils sont légalement contraignant, les référendums organisés en Roumanie doivent cependant franchir plusieurs quorums pour être déclarés valides.
1. Le « oui » ou le « non » à la question posée doit obtenir la majorité absolue des suffrages exprimés
2. le total de votes valides pour l'une ou l'autre option doit rassembler au moins 25 % du total des inscrits sur les listes électorales
3. L'ensemble des votants, comprenant le nombre de suffrages exprimés, de votes blancs et de votes invalides, doit également totaliser un taux de participation au moins égal à 30 % du total des inscrits sur les listes électorales.

Ces quorums ont été mis en place la Loi no 341 de 2013 modifiant et complétant la loi 3/2000, effective en 2014. Auparavant, seul un quorum de 50 % de participation était exigé.
Dans le cas d'un référendum consultatif, le résultat ne sera pas légalement contraignant même s'il est validé : la proposition ne sera pas nécessairement appliquée, le parlement conservant la liberté de la traduire en loi ou non. En revanche, en cas de validation, le résultat d'un tel référendum devient l'expression de la volonté du peuple souverain, selon une décision de la Cour constitutionnelle prise à la suite du référendum consultatif de 2009. Le parlement ne peut dans ce cas voter aucune loi nouvelle allant à l'encontre du résultat exprimé.

## Historique
Depuis la fin de la période communiste en Roumanie, six référendums nationaux ont été organisés.
- Deux portaient sur des révisions constitutionnelles en 1991 et en 2003. Tous deux ont été approuvés par les votants, assortis d'une participation suffisante pour être déclarés valides.

- Deux portaient sur changements relatifs au système électoral en novembre 2007 et en 2009. Le premier a été très largement approuvé par les votants, mais invalidé par une très faible participation. Tandis que le deuxième, composé de deux questions, a été approuvé et a recueilli de justesse une participation suffisante.

- Deux étaient des référendums révocatoires en mai 2007 et en 2012. Le premier a été doublement rejeté par une majorité des votants et un taux de participation en deçà du quorum de 50 %. Le deuxième a été approuvé par une majorité des votants mais invalidé par un taux de participation insuffisant.

Enfin, un référendum constitutionnel est prévu pour le 7 octobre 2018. Il vise à modifier la définition de la famille dans l'article 48 de la Constitution afin de définir le mariage entre deux personnes sous un sens strictement hétérosexuel, rendant inconstitutionnelle une légalisation du mariage homosexuel.